# Kangshung-Wand

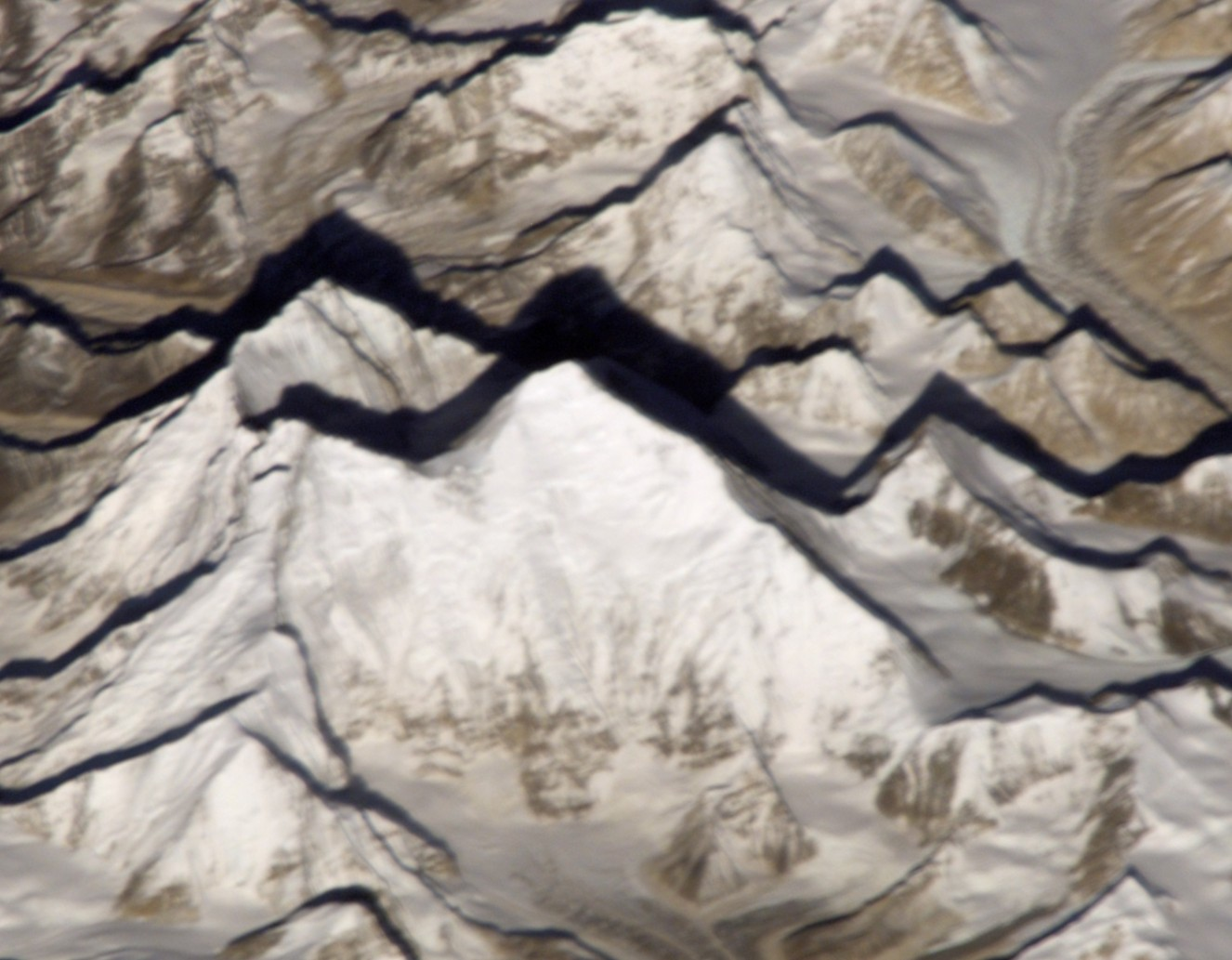
Kangshung-Wand, aus dem Weltall fotografiert

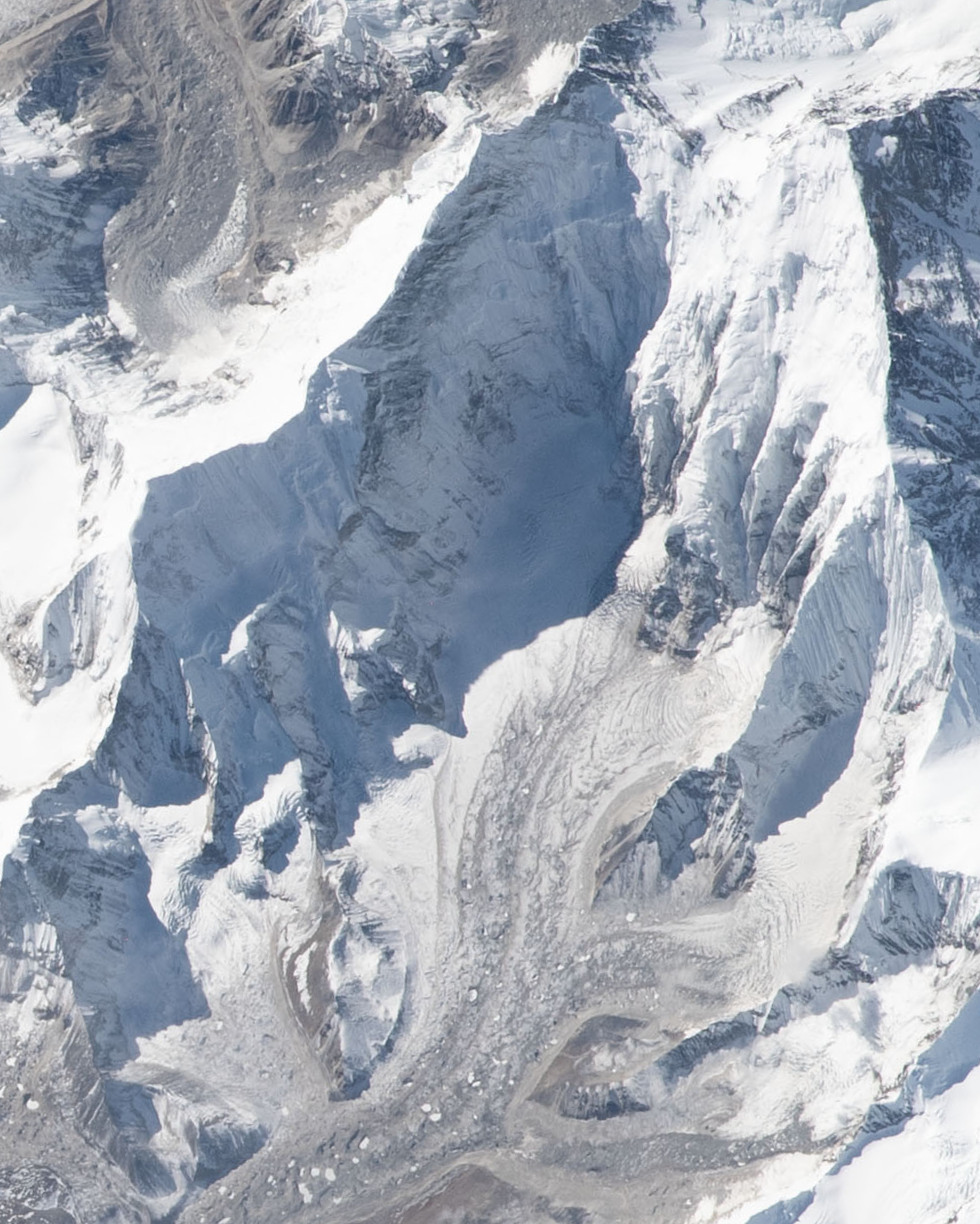
Kangshung-Face, Bildausschnitt von einem Bild aus der ISS (dieses mit mehr Kangshung-Gletscher)

Die Kangshung-Wand ist die 3350 m hohe Ostwand des Mount Everest. Die Basis der Wand befindet sich oberhalb des Kangshung-Gletscher. Die weiteren großen Gebirgswände des Mount Everest sind die ebenfalls in Tibet gelegene Nordwand sowie die in Nepal gelegene Südwestwand.
Die Kangshung-Wand wird auf ihrer rechten Seite von dem oberen Nordostgrat gekrönt und auf der linken Seite vom Südostgrat mit dem Südsattel (englisch: South Col), der zum Lhotse, einem weiteren Achttausender, überleitet. Der größte Teil der oberen Wand besteht aus Hängegletschern mitsamt überkragenden Wechten.

## Geschichte
Die Ostseite des Mount Everest war im Westen bis in die 1920er Jahre aufgrund des komplexen und unzugänglichen Terrains von Tibet relativ unbekannt. 1921 waren der später berühmt gewordenen Bergsteiger George Mallory und Guy Bullock die ersten westlichen Menschen, die näher als 100 Kilometer an den Mount Everest herankamen und auch die Kangshung-Flanke besichtigten. Sie waren Teil einer Erkundungsexpedition im gemeinsamen Auftrag des englischen Alpine Clubs und der Royal Geographic Society, die den einfachsten Zugang für eine mögliche Besteigung suchen sollte. Diese Expedition von 1921 war die erste überhaupt, welcher der Dalai Lama von Tibet die Erlaubnis erteilte, die Gegend des Everest zu bereisen. Mallory und Bullock wurden von örtlichen Yaktreibern an die Ostseite des Berges begleitet. Sie überschritten den hohen Pass Langma La und die Rhododendron-Wälder des Kama Chu oder Kharta-Tales. Zu dieser Zeit im August gab es in den Tälern vor der Kangshung-Wand Blumenwiesen und eine reiche Vegetation.
Zu der Erkundung und Kartierung dieser Region des Himalayas gab es in den 1920er Jahren von George Mallory zu lesen, dass die Ostwand des Everest wegen ihrer Steilheit und der Lawinen keine Möglichkeit zulasse, auf den Gipfel des Berges zu gelangen. George Mallory notierte in seinem Expeditionsbuch: „Other men, less wise, might attempt this way if they would, but, emphatically, it was not for us.“ (Andere Männer, weniger weise, mögen diesen Weg versuchen, wenn sie möchten. Aber, mit Nachdruck, für uns ist das nichts.) Die Expedition von 1921 zog folglich weiter im Bestreben, eine einfachere Möglichkeit des Aufstiegs zu entdecken und fand sie über den Nordsattel, den sogenannten North Col, und den Nordostgrat.
1980 dokumentierte der amerikanische Bergsteiger Andrew (Andy) Harvard, der 1981 an der gescheiterten und 1983 an der erfolgreichen Expedition am American Buttress (s. u.) der Kangshung-Wand beteiligt war, mittels Fotografien die Ostseite des Everest.

## Bergsteigerische Anforderungen
Der untere Teil der Wand besteht aus steilen Felspartien und Wand-Pfeilern oder -Graten und mit Couloirs zwischen diesen. Die Wand wird für weitaus gefährlicher gehalten als die Standard-Aufstiege von Nepal über den Südsattel oder von Tibet über den Nordsattel. Sie ist die entlegenste Wand des Berges, mit einer entsprechend langen und schwierigen Anreise und ohne irgendeine Logistik.
Um den Fuß der 3 Kilometer breiten Wand zu erreichen, muss man entweder durch tiefe, lawinengefährdete Einschnitte ansteigen oder über steile, teils überhängende Felsgrate klettern, die voller potentiell tödlicher Eisnadeln und mit instabiler Schneeauflage tückisch sind. Weil die eigentlichen Schwierigkeiten im oberen Wandteil liegen, ist auch der Rückzug aus der Wand hoch problematisch, was die Ersteigung noch herausfordernder und schwieriger macht. Hinzu kommt die Einsamkeit, d. h. die Abwesenheit anderer Bergsteiger, was die Möglichkeiten einer Rettungsaktion sehr erschwert. Expeditionen berichteten durchgängig, dass sie auf Wochen die einzigen Menschen im oberen Tal gewesen seien.
Die Hängegletscher erzeugen ein hohes Lawinenrisiko, insbesondere bei sich verschlechternden Witterungsbedingungen, was die objektiven Gefahren dieser Route extrem vergrößert. Man ist nach Vorbereitung der Route mindestens drei Tage ununterbrochen in der Wand, um sie zu durchsteigen. Kaum eine Wetterprognose am Everest reicht verlässlich über einen so langen Zeitraum hinaus.
In zwei Wänden des Mount Everest, in der Nordwand und der Südwestwand, sind bereits direkte Wege (sogenannte Direttissima) durchstiegen worden – in der Kangshung-Wand, die mit einem Anstiegswinkel zwischen 60 und 80 Grad steiler ist als die beiden anderen Wände, ist dies weder gelungen noch überhaupt bisher versucht worden. Auch der nördlichste der vier Wandpfeiler in der Kangshung-Wand konnte bislang nicht erstiegen werden. Zu ihm ist ein Ausspruch von Mallory überliefert, der namensgebend wurde: „Nur in der Phantasie kann über diesen Pfeiler ein Aufstieg erfolgen.“ Seither heißt dieser Pfeiler Phantasy Ridge. Die Phantasy Ridge ist bis heute (Stand 2025), über 100 Jahre nach ihrer Sichtung, noch unerstiegen. 1991 scheiterte eine japanische und 2001 eine indische Expedition an der Phantasy Ridge, und auch 2003 musste ein vierköpfiges Expeditionsteam aufgeben (s. u.).

## Ersteigen der Kangshung-Wand

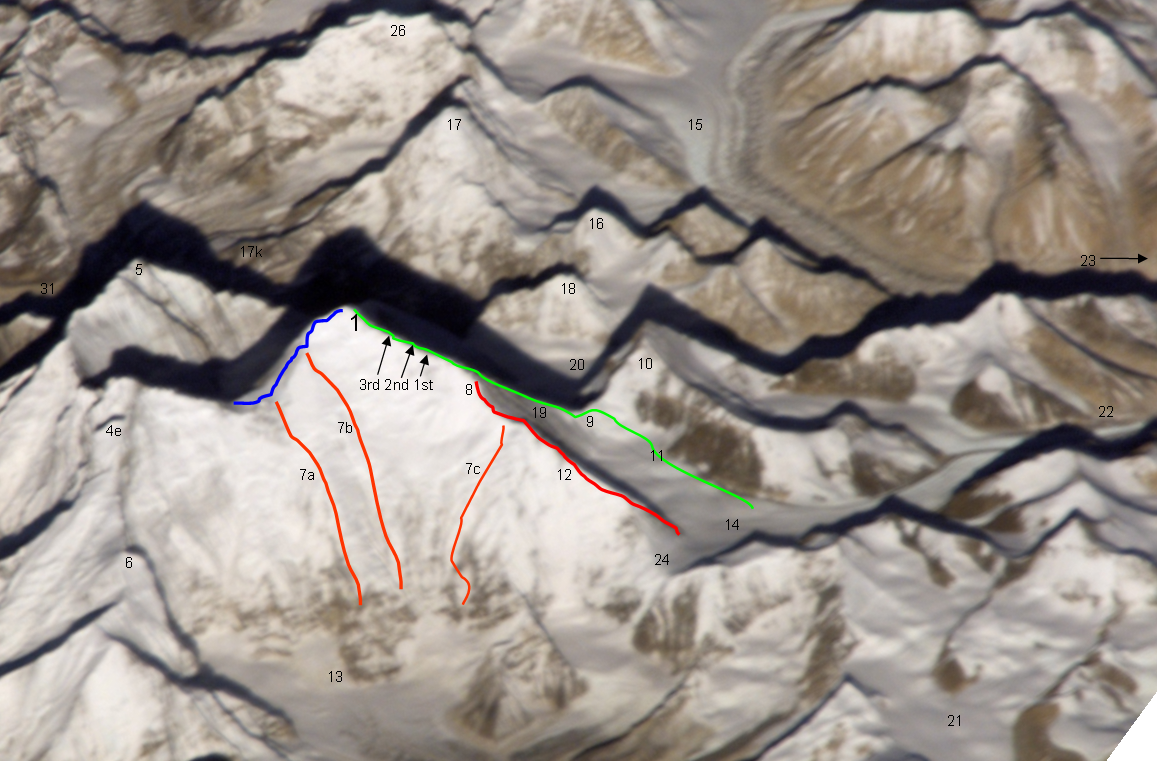
Mount Everest von Osten, Kangshung-Wand, Routen
obere Normalroute Süd aus Nepal Western Qwm ab Südsattel
Normalroute Nord aus dem Ost-Rongpu-Tal
(12) Nordostgrat
(7a) Stephen Venables et al. 1988
(7b) US-amerikanische Expedition 1983 (C. Buhler et al.)
(7c) „Phantasy Ridge“ (unerstiegen)

Über die Kangshung-Wand sind von den vielen Besteigern des höchsten Bergs der Erde (bis November 2023 wurden 12884 Besteigungen gezählt) erst wenige Menschen auf den Gipfel gelangt. Der erste erfolgreiche Anstieg durch die Kangshung-Wand gelang 1983 einer amerikanischen Expedition, die von James D. Morrissey geleitet wurde, nachdem bereits 1981 mit teilweise identischem Personal ein Versuch gescheitert war. Am 8. Oktober erreichten Louis Reichardt, Carlos Buhler und Kim Momb den Gipfel des Mount Everest und am 9. Oktober Jay Cassell, George Lowe und Daniel Reid. Die Durchsteigung gelang über den sogenannten American Buttress, einen Pfeiler in der mittleren Ostwand und unterhalb des Südgipfels, und dann weiter über die klassische Hillary-Route bis zum Hauptgipfel.
1988 erstieg ein gemischt amerikanisch-englisches Kletterteam eine neue Route über den Südpfeiler ohne Unterstützung von Trägern und ohne den Einsatz von Flaschensauerstoff. Nur die Ärztin Mimi Zieman, der Fotograf Joseph Blackburn und ein Küchenteam, bestehend aus Pasang Nurbu und Kasang Tsering, begleiteten die Bergsteiger. Die US-Amerikaner Robert Mads Anderson und Ed Webster, der Kanadier Paul Teare und der Brite Stephen Venables erkletterten gemeinsam den Südpfeiler, dem sie den Namen Neverest Buttress gaben, bis zum South Col. Von dort wollte man über die klassische Südostgrat-Route mit Südgipfel und Hillary Step zum Everest-Gipfel gelangen. Allerdings erreichte nur Stephen Venables den Gipfel und war damit der erste Brite, der den Mount Everest ohne zusätzlichen Sauerstoff bestieg. Da er am 12. Mai 1988 erst nachmittags gegen 15:40 Uhr den Gipfel erreichte, musste er im Abstieg auf 8600 Metern Höhe noch ein Freibiwak überstehen. Reinhold Messner wird zur Erstbegehung des Neverest Buttress folgende Aussage zugeschrieben: “The best ascent of Everest in terms and style of pure adventure.” (Die beste Besteigung des Everest in Form und Stil eines puren Abenteuers.)
Am 15. Mai 1992 um 10:25 Uhr erreichten die Chilenen Rodrigo Jordán, Cristián García-Huidobro und Juan Sebastián Montes den Gipfel des Mount Everest, nachdem ihnen die zweite Begehung des Neverest Buttress gelungen war. Sie waren allerdings mit Unterstützung von 84 Trägern und Flaschensauerstoff unterwegs.
Ein Versuch einer amerikanisch-kanadischen Expedition am Neverest Buttress scheiterte 1994 auf knapp 7400 m Höhe aufgrund von Tiefschnee und hoher Lawinengefahr. An der Expedition nahm unter anderen Sandra (Sandy) Hill teil, eine Society-Dame aus New York, welche die Seven Summits zu besteigen versuchte und erst 1996 während der von Jon Krakauer beschriebenen Katastrophe am Mount Everest an ihr Ziel gelangte. Die weiteren Teilnehmer der Expedition waren die US-Amerikaner David Finlay Breashears (Expeditionsleiter, Filmregisseur), Steven J. (Steve) Swenson, Stewart Alexander (Alex) Lowe, Catherine Mulvihill (Basislager-Managerin), der Kanadier Barry Blanchard und die Sherpa-Kletterer Wongchu, Kaji, Pinzo und Nawang.
1999 gelang einer indischen Expedition unter der Leitung von Santosh Yadav, die bereits 1982 und 1983 den Mount Everest über die nepalesische Normalroute bestiegen hatte, die vierte Durchsteigung der Kangshung-Wand und die dritte über den Neverest Buttress. Am 28. Mai 1999 erreichten die Expeditionsteilnehmer Amar Prakash Dogra, Kusang Dorjee Sherpa und Sange Muktuk Sherpa mit Unterstützung von Flaschensauerstoff den Gipfel des Everest.
Vom 12. April bis 24. Mai 2001 versuchte eine Expedition wiederum unter der Leitung von Santosh Yadav, bestehend aus 10 indischen Bergsteigern und fünf nepalesischen Sherpas, die Erstbegehung der Phantasy Ridge im rechten Teil der Kangshung-Wand. Die Kletterer kamen bis auf eine Höhe von 6900 m, wurden dann aber durch anhaltenden Schneefall und hohes Lawinenrisiko zur Aufgabe gezwungen.
Auch die Südafrikanerin Cathy O’Dowd und der Brite Ian Woodall, die den Everest bereits zweimal über die zwei klassischen Routen erstiegen hatten, scheiterten im April und Mai 2003 im Team mit Ang Geljen Sherpa und Padam Magar (Basislager-Manager) an der Phantasy Ridge – sie kamen auf dem Grat nicht mal halb hoch zum Vereinigungspunkt mit dem Nordostgrat unterhalb der Three Pinnacles, die eine weitere Schwierigkeit eines möglichen Anstiegs von Osten markieren und (auf leichterer Route entlang des kompletten Nordostgrates) erst von zwei Expeditionen erstiegen wurden.
Seitdem ist kaum jemand mehr ernsthaft eine Durchsteigung der Ostwand angegangen. Einen interessanten Aspekt anlässlich der Frage nach den Gründen für die wenigen Besteigungsversuche an der Kangshung-Wand diskutierte Stephen Venables in einem Gespräch mit Stefan Nestler im Jahr 2023: „Jede Route durch die Ostwand endet entweder auf dem Nordost- oder dem Südostgrat, und wenn man nicht gerade bei schlechtem Wetter – oder außerhalb der Saison – auf den Gipfel will, wird man in einen Stau geraten. Und wie wir alle wissen, sind lange Verzögerungen nicht gut für Menschen, die unter der Hypoxie leiden. Wenn dein Timing perfekt wäre, könntest du vielleicht am späten Abend auf den Gipfelgrat gelangen und die Nacht durchklettern. Aber dann würdest du beim Abstieg in die Warteschlangen geraten.“

## Witterung

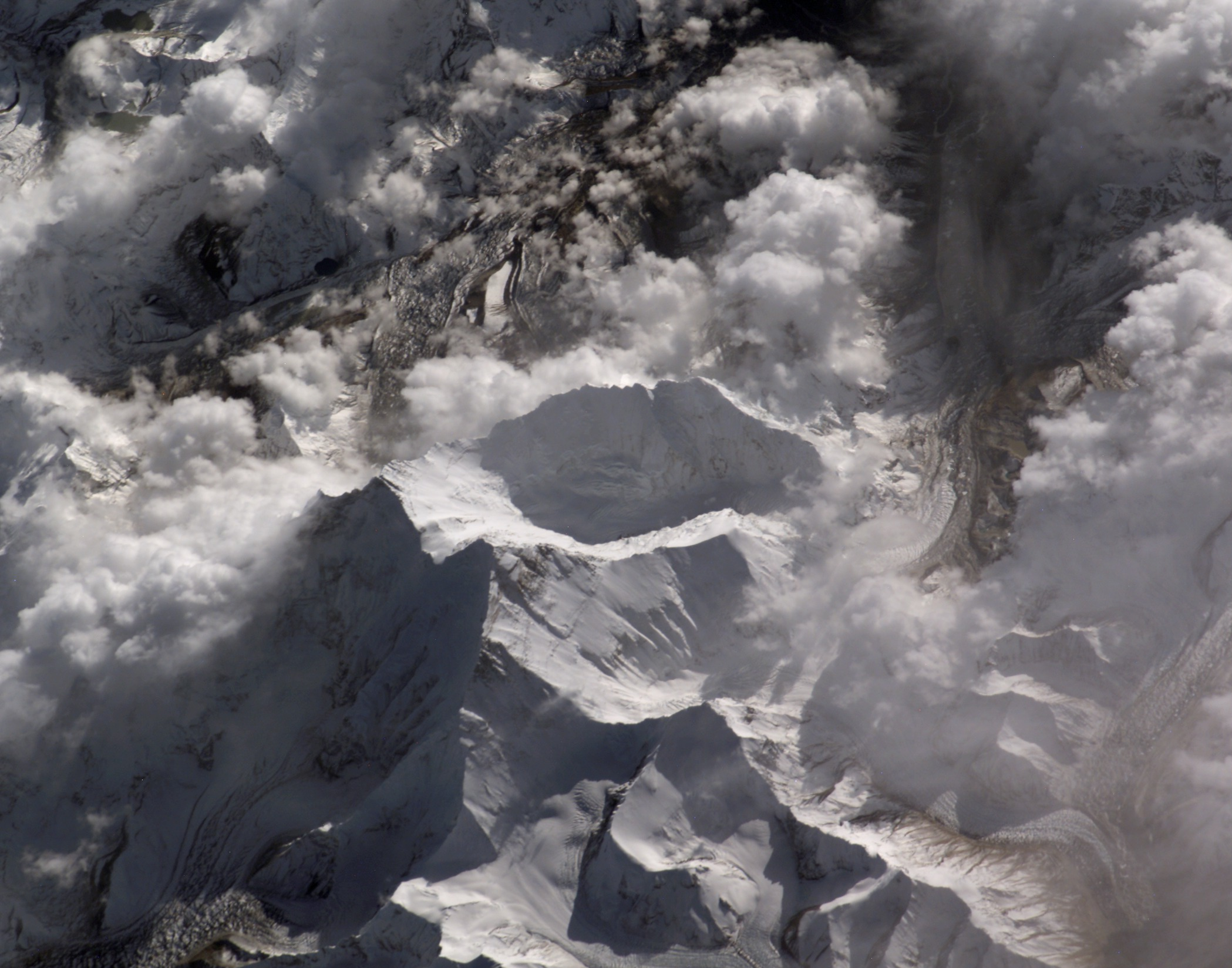
Bergschatten auf der Kangshung-Wand, Nuptse im Gegenlicht. Oktober

Die Kangshung-Wand ist die im Wesentlichen steilste und zudem den Unbilden des Wetters am stärksten ausgesetzte Wand des Mount Everest.
Das Wetter im Kangshung-Tal und in der Wand wird durch den Jetstream bestimmt. Im Wesentlichen herrscht Wind aus westlichen Richtungen, der über die Südost- und Nordost-Grate gen Osten ins Kangshung-Tal hinabfährt. In den wenigen „Fenstertagen“ zum Ersteigen des Mount Everest kann man an der Windfahne, die mit Eiskristallen versetzt ist, erkennen, wie hoch die Windgeschwindigkeit in den oberen Regionen des Berges (und in den unteren Regionen der Stratosphäre) ist. Bei einer waagerechten Fahne weht der Wind mit ca. 60 bis 80 miles per hour (90–120 km/h), gerade grenzwertig, um noch einen Aufstieg zu wagen. Steigt die Fahne höher ab dem Gipfelgrat, so ist der Wind mäßiger, das Wetter freundlicher – um sich dann, unter Umständen mitten im Abstieg, zur Hölle zu wandeln, wenn der Wind nachmittags ab ca. 14 oder 15 Uhr auffrischt und Stürme, Blizzards und Whiteouts den Abstieg aus den allerhöchsten Regionen zu einem Spiel um das Leben machen können. Neigt sich die Windfahne hinter einem Grat direkt abwärts, so sind die Windgeschwindigkeiten höher als 80 mph – und es herrscht möglicherweise das sogenannte „Freak Weather“: Witterungsbedingungen, die den ohnehin niedrigen Sauerstoffgehalt der Luft oben am Berg durch eine Unterdruck- oder Sogwirkung verstärken, die mit einer dynamischen Wirkung infolge der Luftbewegungen noch weniger Füllung der Lungen der Bergsteiger mit dem lebenspendenden Sauerstoff bewirkt; einer der Umstände, die für das Unglück am Mount Everest 1996 verantwortlich gemacht wurden. Die gesamte Ost- oder Kangshung-Wand ist sozusagen der „Abladeplatz“ für all den Schnee und die daraus entstehenden Lawinen, die sich bei den vorherrschenden Westwinden auf der Ostseite abladen.